# Johann Friedrich von Dalwigk zu Lichtenfels
Johann Friedrich Georg Heinrich Freiherr von Dalwigk zu Lichtenfels (* 4. März 1734 in Arolsen; † 9. April 1810 auf Gut Campf) war fürstlich-waldeckscher Oberhofmarschall und Wirklicher Geheimer Rat.

## Leben

### Herkunft und Familie
Johann Friedrich von Dalwigk zu Lichtenfels entstammte dem hessisch-waldeckschen Uradelsgeschlecht Dalwigk, aus dem zahlreiche namhafte Persönlichkeiten hervorgegangen sind. Er war der Sohn des Wilhelm Friedrich Ludwig von Dalwigk zu Lichtenfels (1702–1748, Fürstlich Waldeckscher Kammerjunker und Drost) und dessen Ehefrau Johanne Henriette Luise von Rüdesheim.
Mitte des 16. Jahrhunderts wurde das Gut Campf von seinen Vorfahren Heinrich und Johann von Dalwigk erworben und diente bis zum Jahre 1962 als Familiensitz.
Er war verheiratet mit Henriette Wilhelmine von Berner (1733–1789). Aus der Ehe sind die Kinder Karl Friedrich (1761–1825, Oberappellationsgerichtspräsident), Elgar (1766–1797, als Königlich Großbritannischer Rittmeister bei Roermond gefallen), Reinhard (1770–1844, Generalleutnant) und Alexander Felix (1776–1839, Hofmarschall, Landtagsabgeordneter) hervorgegangen.

### Wirken
Johann Friedrich war Oberhofmarschall des Fürsten von Waldeck und in dieser Funktion der oberste Verwaltungsbeamte im Fürstentum und damit der Leiter des Hofmarschallamtes. Wegen seiner Verdienste wurde ihm der Titel Wirklicher Geheimer Rat verliehen. 